# Villa Stanley
La Villa Stanley si trova in zona Quinto a Sesto Fiorentino, alle pendici del Monte Morello.

## Descrizione
La Villa ha un'architettura tipica del quattrocento, con porticato e cortile recinto. Sono ancora visibili le incisioni in pietra, con lo stemma della famiglia e gli affreschi interni. All'interno spiccano gli arredamenti dell'800 la sala d'armi, con volte a crociera, e numerose stanze con soffitto a cassettoni. La superficie complessiva della villa, risulta pari a circa 1.100 mq, esclusa terrazza, seminterrato e piano ammezzato.
Il giardino che circonda la villa è un giardino secolare, con un vasto prato delimitato da cipressi che circonda l'edificio su tutti i lati. All'interno del giardino si trova anche il "cimitero dei cani", che consta di un'area dedicata alla sepoltura ed alle lapidi dei cani della famiglia Stanley.